# Sông Đại Độ
Sông Đại Độ (tiếng Trung: 大渡河) là một con sông tại tỉnh Tứ Xuyên, Trung Quốc. Sông này là một chi lưu của sông Dương Tử. Sông này dài 1155 km, có cầu Lô Định lịch sử bắc qua sông này. Cầu Lô Định này là nơi diễn ra trận đánh ác liệt giữa phe Mao Trạch Đông và phe Tưởng Giới Thạch trong thời kỳ Trường Chinh. Đây cũng là nơi diễn ra một thiên tai lớn vào ngày 10 tháng 6 năm 1786, một con đập do lở đất ở đã tạo ra một hồ nước trước đó 10 ngày đã bị vỡ tung gây ra lũ lụt 1400 km hạ lưu và lấy đi sinh mạng của 100.000 người.